# Ancienne église Saint-Étienne de Saleilles
Pour les articles homonymes, voir église Saint-Étienne.
Ne doit pas être confondu avec Église paroissiale Saint-Étienne de Saleilles.
L'ancienne église Saint-Étienne de Saleilles est une église romane située à Saleilles, dans le département français des Pyrénées-Orientales. 

## Localisation
L'église romane Saint-Étienne est située sur les hauteurs du vieux village, entre la rue du maréchal Joffre au sud et la rue de la Vieille église au nord.

## Historique
L'église romane de Saint-Étienne pourrait avoir été construite vers le Xe siècle, étant citée dès 927. Toutefois, elle est détruite en  985 lors d'un passage des Maures et reconstruite une première fois en 1024. L'église actuelle semble, par la forme des fenêtres ainsi que celle de la voûte, avoir été reconstruite dans le courant du XIIe siècle,. Un mur de défense est construit au XIIIe siècle et un clocheton est rajouté en 1861 dans lequel est incluse une cloche fondue au XVIe siècle. Cette église ne fut jamais le centre d'une paroisse et Saleilles dépendait alors de la paroisse de Théza.
Depuis 1894, un nouveau lieu de culte est situé à proximité, dans l'église paroissiale Saint-Étienne de Saleilles, et l'église romane n'est alors plus utilisée. Elle est désaffectée en 1913.
L'église est inscrite comme monument historique par arrêté du 19 novembre 1985.
L'intérieur de la chapelle est intégralement restauré en 2011. Elle est désormais utilisée pour diverses manifestations culturelles.

## Architecture
Le plan de l'église Saint-Étienne consiste en une nef unique et une abside semi-circulaire située à l'est. La nef est couverte d'une voûte en berceau légèrement brisé tandis que l'abside est couverte d'un cul-de-four.
Les matériaux utilisés sont, pour l'ensemble des murs, des galets de rivières disposés de manière régulière mais sans motif particulier et contenus dans un épais mortier. Le portail, les fenêtres et les angles du bâtiments sont quant à eux construits en pierre de taille. Les fenêtres sont en plein cintre et à double ébrasement. Les murs sont crépis à l'intérieur.

## Mobilier
L'église disposait d'un bénitier en marbre et d'un baptistère en pierre brute, tous deux creusés chacun dans une seule pièce et datés de l'époque romane. Il y avait également un retable daté de 1630 et dédié à Saint-Étienne. Tous ces éléments du mobilier sont aujourd'hui conservés dans la nouvelle église Saint-Étienne.

## Galerie

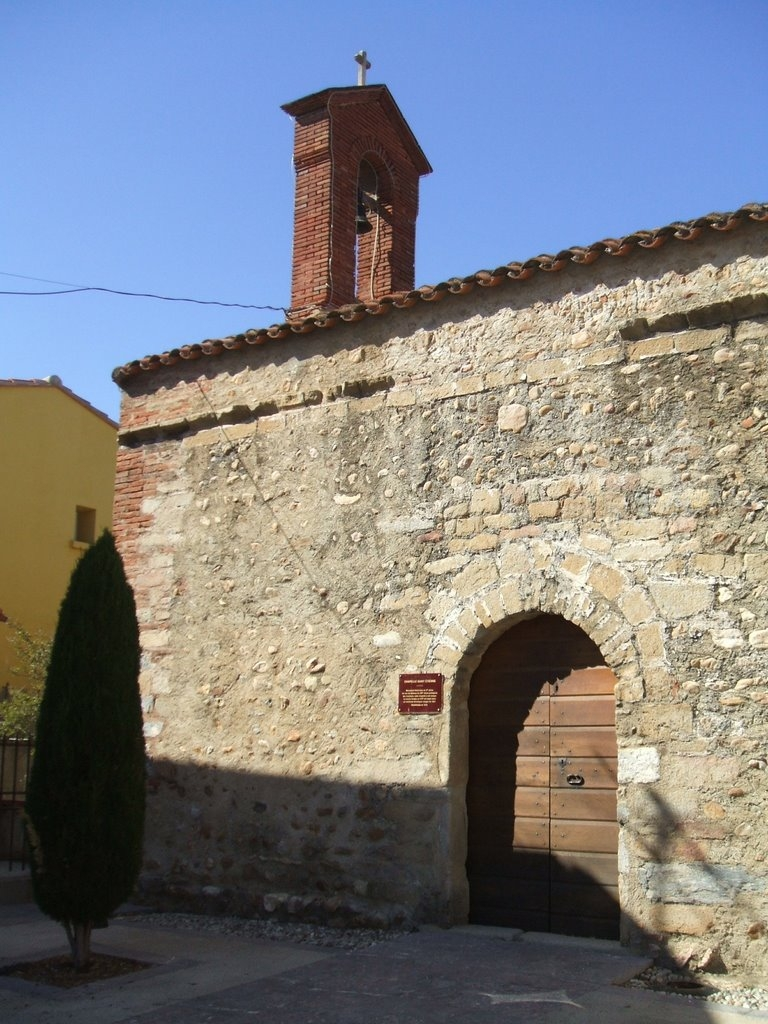
Chapelle Saint-Étienne : portail et clocher
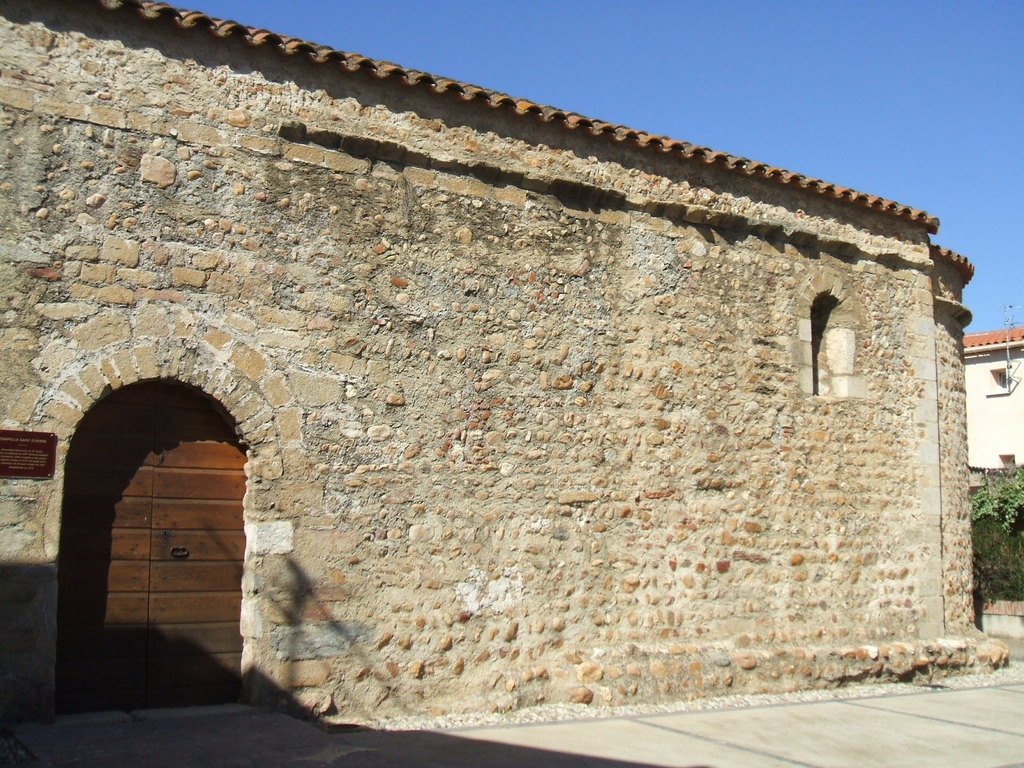
Chapelle Saint-Étienne : mur sud
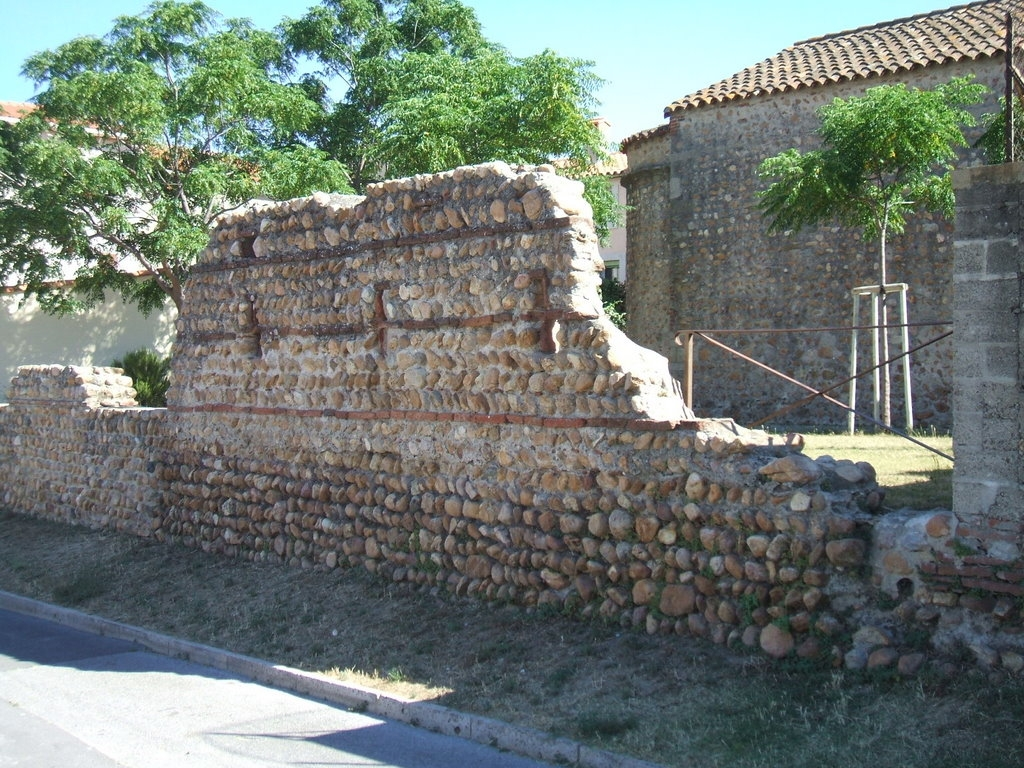
Vestiges de fortifications au nord de la chapelle
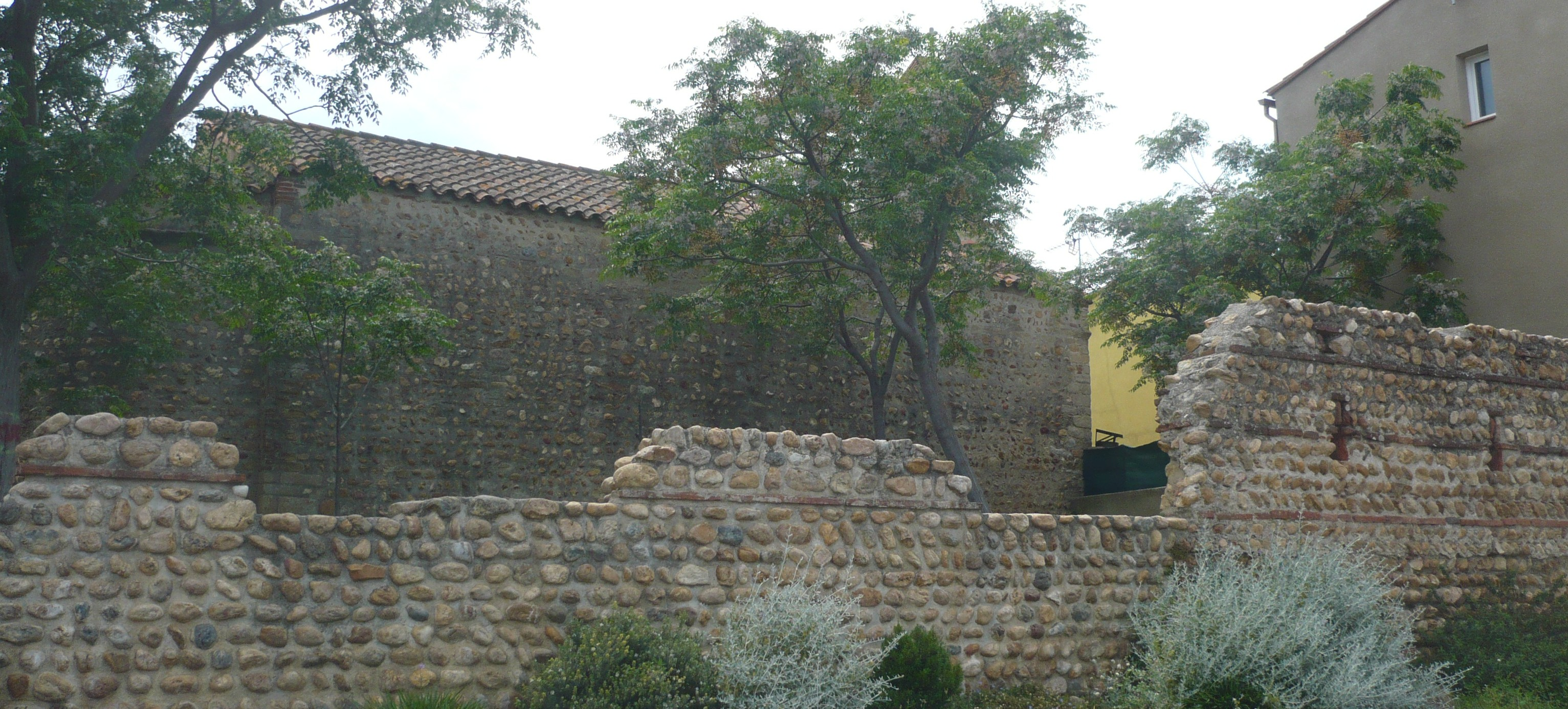
Mur de défense et arrière de la chapelle